# Pardosa duplicata
Pardosa duplicata är en spindelart som beskrevs av Saha, Biswas och Dinendra Raychaudhuri 1994. Pardosa duplicata ingår i släktet Pardosa och familjen vargspindlar. Inga underarter finns listade i Catalogue of Life.